# Distretto di Curpahuasi
Il distretto di Curpahuasi è un distretto del Perù nella provincia di Grau (regione di Apurímac) con 2.337 abitanti al censimento 2007 dei quali 424 urbani e 1.913 rurali.
È stato istituito il 24 novembre 1955.